# Nersingen
Nersingen – miejscowość i gmina w Niemczech, w kraju związkowym Bawaria, w rejencji Szwabia, w regionie Donau-Iller, w powiecie Neu-Ulm. Leży około 10 km na północny wschód od Neu-Ulmu, nad rzeką Roth, przy autostradzie A7, drodze B10 i linii kolejowej Augsburg – Ulm.

## Polityka
Wójtem gminy jest Erich Winkler, rada gminy składa się z 20 osób.
|      | CSU | SPD | FW | Umweltliste | Razem |
| 2008 | 11  | 5   | 4  | -           | 20    |
| 2002 | 9   | 6   | 4  | 1           | 20    |